# 안도 노부타케 (에도 시대 후기)

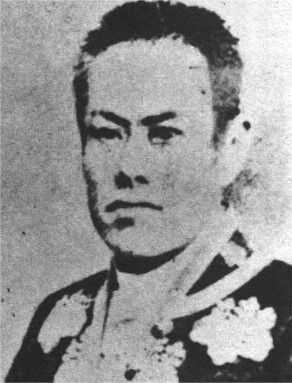
안도 노부타케

안도 노부타케(일본어: 安藤信勇, 1849년 11월 24일 ~ 1908년 5월 24일)는 에도 시대 후기의 다이묘이다. 이와키 다이라번의 7대(마지막) 번주이다. 어릴적 이름은 리사부로(理三郎)이다.
가에이 2년(1849년) 음력 10월 10일, 이와무라다번주 나이토 마사쓰나의 셋째 아들로 태어났다. 분큐 3년(1863년), 이와키 다이라 번의 6대 번주 안도 노부타미가 요절하자, 어머니가 4대 번주 안도 노부요리의 딸로 안도 가문과 연이 있다는 이유로, 은거하고 있던 안도 노부마사에 의해 7대 번주로 영입되어, 그해 10월 2일에 번주 자리에 올랐다. 아직 젊은 나이인 탓에 노부마사가 번의 실권을 쥐고 있었다. 이 때문에 노부마사는 보신 전쟁이 발발하자 좌막파로서 신정부에 저항하였으나, 노부타케는 게이오 4년(1868년) 2월에 상경하여, 5월에는 신정부에 순종할 것을 서약했다. 메이지 원년(1868년) 12월, 노부마사가 신정부에 저항한 죄로 리쿠추국 이와이군 3만 4천 석 영지로 삭감 전봉될 위기에 처하였으나, 노부타케가 필사적으로 신정부를 설득하여 결국 조치는 취소되었다. 메이지 2년(1869년)에 판적봉환으로 번지사가 되었고, 메이지 4년(1871년)에는 폐번치현으로 면직되었다. 메이지 5년(1872년)에 은거하고, 가문을 노부마사의 여덟째 아들 안도 노부모리에게 물려주었다. 이후 가쿠슈인 교수가 되었다. 만년에는 이와키 다이라로 돌아가 1908년에 60세의 나이로 사망하였다.
| 전임 안도 노부타미 | 제7대 이와키 다이라번 번주 (안도가) 1863년 ~ 1871년 | 후임 폐번치현 |